# Réserve de faune du Dja
La réserve de faune du Dja est une réserve faunique située au sud-est du Cameroun et établie comme réserve de biosphère en 1981.

## Descriptif

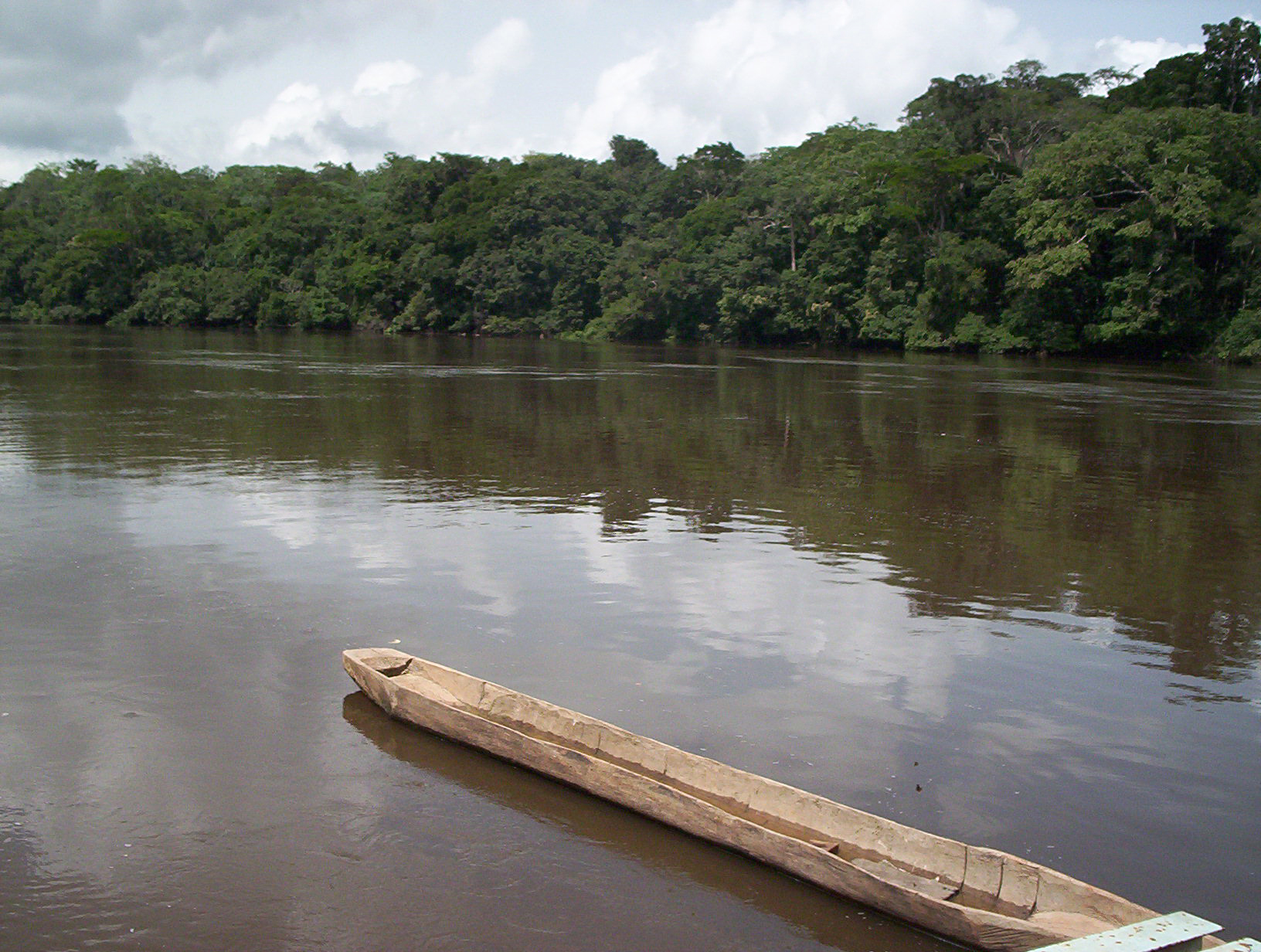
Pirogue sur le fleuve Dja dans la province de l'Est du Cameroun, au sud de Lomié et au nord de Ngoila.

Créée en 1950, elle est inscrite au patrimoine mondial de l'UNESCO depuis 1987 grâce à la diversification des espèces présentes dans le parc et à la présence d'espèces en voie de disparition. La réserve est également reconnue en tant que réserve de biosphère par l'UNESCO depuis 1981 puis réserve de faune en 1982,.
La réserve est l'une des forêts humides d'Afrique les plus vastes (environ 5 000 km2) et les mieux protégées, la plus grande partie de sa superficie restant vierge, elle est parsemée de villages pygmées de l'ethnie Baka. 
Pratiquement encerclée par la rivière Dja, qui en forme la limite naturelle, la réserve est surtout remarquable pour sa biodiversité, puisqu'elle abrite 107 espèces de mammifères (dont quelques espèces menacées d'extinction) parmi lesquels l'éléphant de forêt d'Afrique, le perroquet gris du Gabon, le bongo, le léopard, et surtout pour la très grande variété des primates qui y vivent (le drill, le mandrill, le mangabey à collier blanc, le gorille des plaines de l’Ouest, le chimpanzé). 
Ensemble avec le parc national d'Odzala-Kokoua (République du Congo) et le parc national de Minkébé (Gabon), la réserve de faune du Dja fait partie de la zone TRIDOM (TRInationale du Dja, Odzala et Minkébé) du Fonds mondial pour la nature (WWF), qui est importante pour la protection des forêts denses africaines du bassin du Congo.

## Espèces

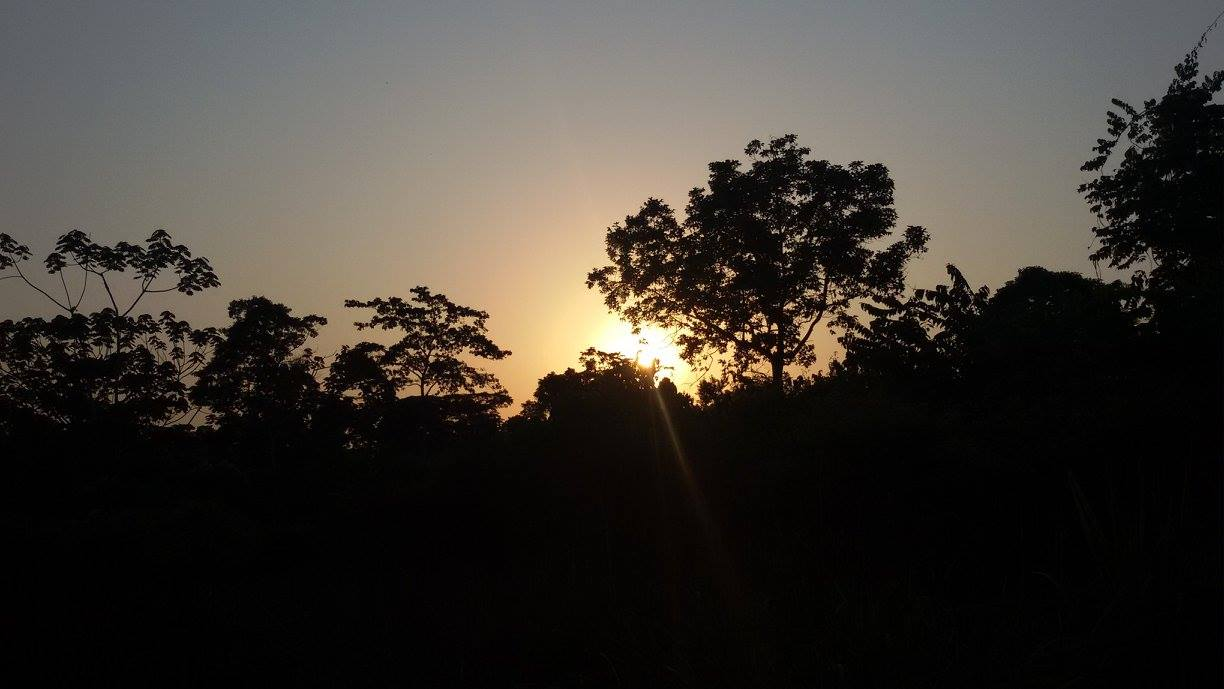
Couchr du soleil dans le Dja au Cameroun.

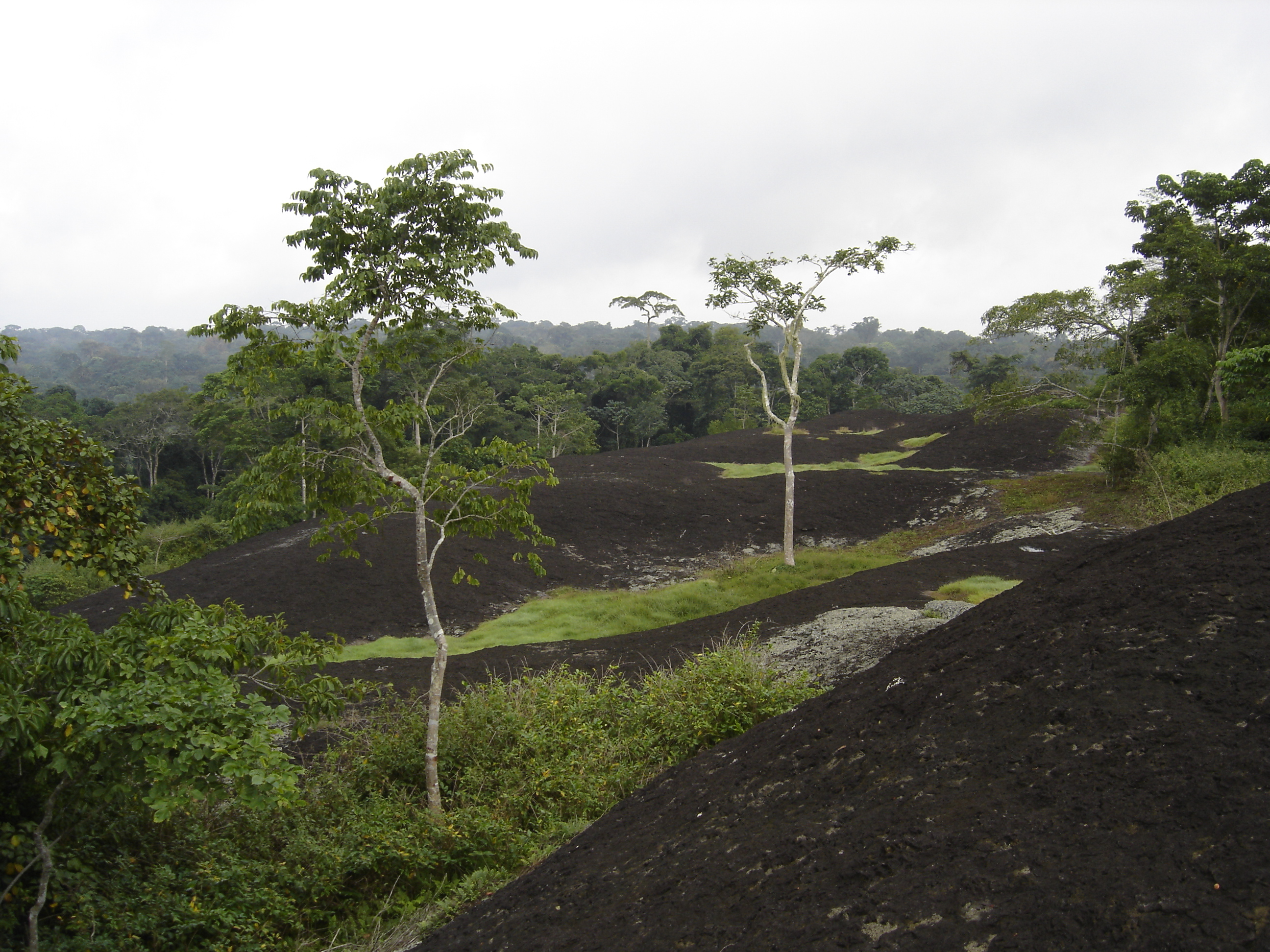
Réserve de la faune du Dja au Cameroun.

La présence du léopard et du Chat doré d'Afrique est confirmée dans la réserve par une campagne de pièges photographiques en 2017. La dernière preuve de présence du léopard remontait à entre décembre 1994 et janvier 1995, lorsque des chasseurs ont piégé un individu.

## Population

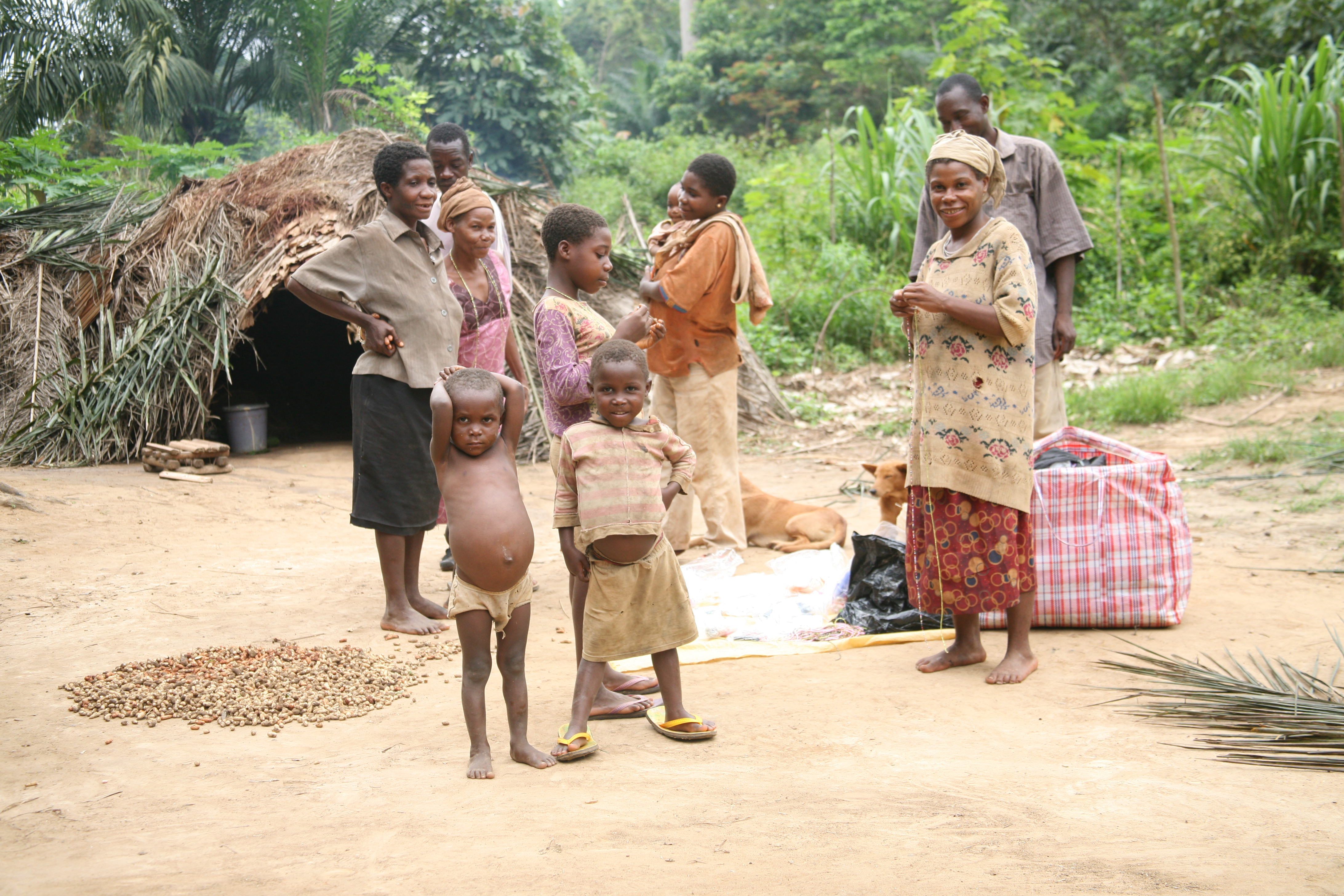
Village Baka.

La réserve est habitée par 4 000 habitants en 2015 dans son périmètre, tandis que 40 000 personnes habitaient sa périphérie. 

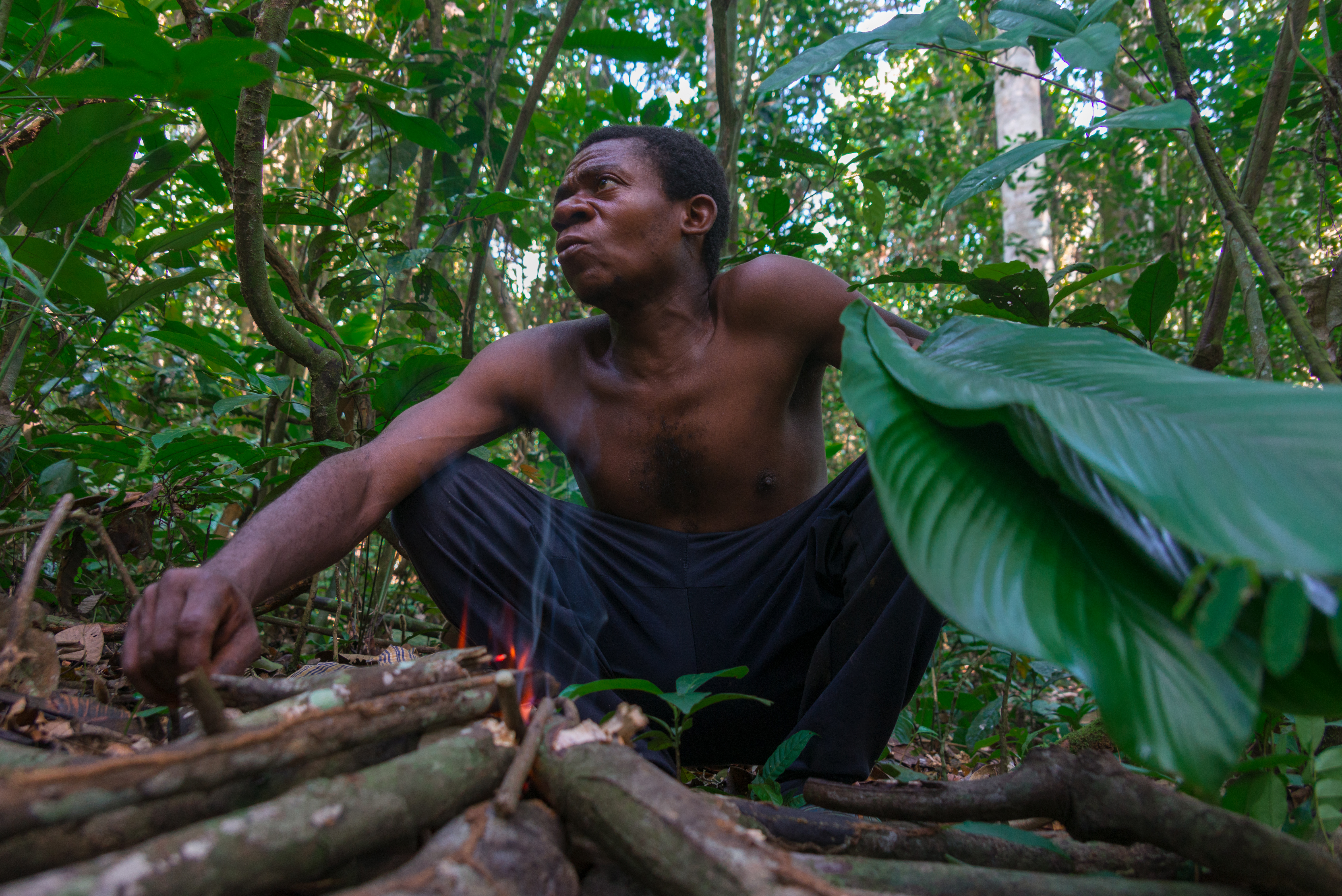
Chef Baka dans la réserve du Dja au Cameroun

Cette population appartient à différentes ethnies : Badjoué, Boulou, Fang, Nzimé. Sont présents aussi deux groupes semi-nomades, les Kaka et les Pygmées baka. 
Si la chasse est interdite sur la réserve, elle a été autorisée aux Pygmées baka, sous réserve qu'ils utilisent leurs armes et techniques de chasse traditionnelles.

## Menaces écologiques
Selon Greenpeace, la réserve est soumise à plusieurs menaces mettant en cause sa survie : le braconnage, mais aussi l'implantation à proximité de la centrale hydroélectrique de Mékin, et surtout la déforestation à la suite d'accords de concession d'exploitation d'hévéas donnée à la société Sud-Cameroun Hévéa (Sudcam).

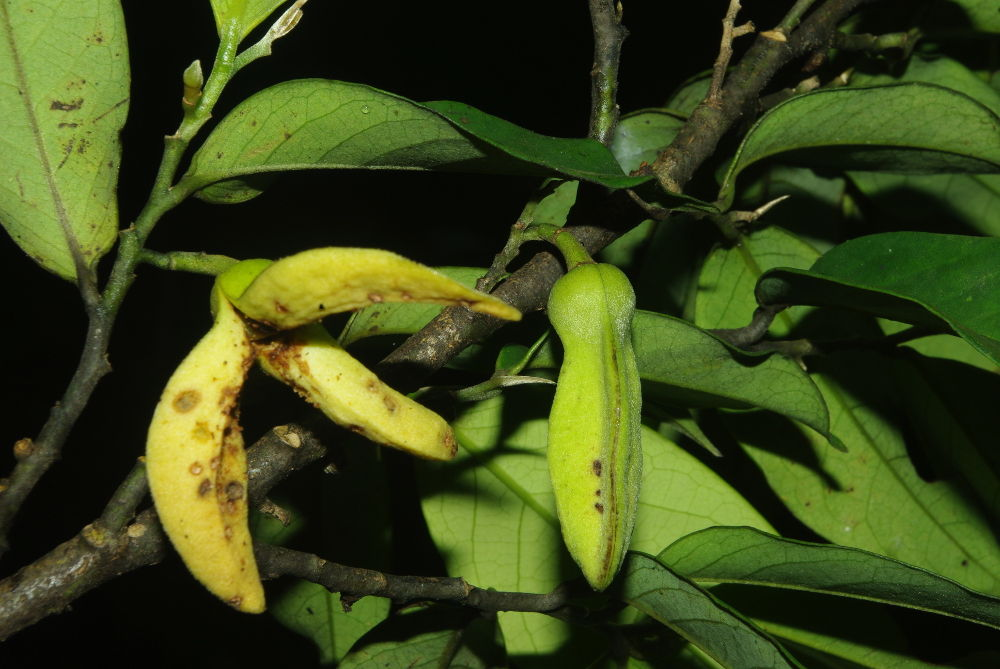
Annicki affinis dans la forêt du Dja au Cameroun

Ces concessions, initialement provisoires et dont l'une est devenue définitive en 2015, jouxtent le nord-ouest et le sud-ouest de la réserve, avec obligation de conserver une bande séparative de 100 à 200 m selon l'étude d'impact environnemental rédigée par Sud-Cam. Toujours selon Greenpeace, près de 6 000 hectares de forêt servant de territoire de chasse, de pêche et de cueillette aux habitants, auraient été détruits entre 2011 et 2016.
Selon une étude conjointe de 2015 réalisé conjointement par l'UNESCO et l'Union internationale pour la conservation de la nature, seuls le braconnage et la centrale hydroélectrique de Mékin constitueraient des périls prouvés.